# Euskadi Basque Country-Murias
Euskadi Basque Country-Murias was een Spaanse wielerploeg die van 2015-2019 actief was. Van 2015-2017 kwam het uit op het continentale niveau en in 2018-2019 op het pro-continentale niveau. Ploegleiders waren onder andere Jon Odriozola, Rubén Pérez en Xabier Muriel.

## Bekende (ex-)renners
Jon Aberasturi
 Mikel Aristi
 Cyril Barthe
 Mikel Bizkarra
 Garikoitz Bravo
 Imanol Estévez
 Beñat Intxausti
 Julen Irizar
 Mikel Iturria
 Julien Loubet
 Eduard Prades
 Óscar Rodríguez
 Héctor Sáez
 Enrique Sanz

## Overwinningen
2016
1e etappe Ronde van Alentejo: Imanol Estévez
2018
1e etappe Ronde van Aragon: Jon Aberasturi
3e etappe Ronde van Aragon: Mikel Bizkarra
 eindklassement Ronde van Noorwegen: Eduard Prades
2e etappe Trofeo Joaquim Agostinho: Cyril Barthe
2e etappe GP Nacional 2 de Portugal: Julen Irizar
7e etappe Ronde van Portugal: Enrique Sanz
13e etappe Ronde van Spanje: Óscar Rodríguez
Eindklassement Ronde van Turkije: Eduard Prades
2019
1e etappe Ronde van Alentejo: Enrique Sanz
2e etappe Ronde van Alentejo: Enrique Sanz
6e etappe Ronde van Alentejo: Enrique Sanz
3e etappe Ronde van Castilië en León: Enrique Sanz
1e etappe Trofeo Joaquim Agostinho: Enrique Sanz
2e etappe Ronde van Portugal: Mikel Aristi
6e etappe Ronde van Portugal: Héctor Sáez
2e etappe Ronde van de Limousin-Nouvelle-Aquitaine: Mikel Aristi
11e etappe Ronde van Spanje: Mikel Iturria

### Grote rondes
| Jaar | Ronde van Italië   | Ronde van Italië | Ronde van Frankrijk | Ronde van Frankrijk | Ronde van Spanje    | Ronde van Spanje    |
| Jaar | hoogste klassering | etappewinst      | hoogste klassering  | etappewinst         | hoogste klassering  | etappewinst         |
| ---- | ------------------ | ---------------- | ------------------- | ------------------- | ------------------- | ------------------- |
| 2018 | geen deelname      | geen deelname    | geen deelname       | geen deelname       | 17e Mikel Bizkarra  | 13e Óscar Rodríguez |
| 2019 | geen deelname      | geen deelname    | geen deelname       | geen deelname       | 22e Óscar Rodríguez | 11e Mikel Iturria   |